# Djanet Lachmet
Djanet Lachmet, née en 1948, est une romancière et actrice algérienne.

## Biographie
Djanet Lachmet nait dans une petite ville d'Algérie. Contrainte de se marier à seize ans, elle divorce trois mois plus tard. Voulant être comédienne, elle étudie le théâtre pendant quatre ans à Bordj El Kiffan. De 1968 à 1972, elle vit au Canada, puis déménage à Paris pour travailler comme actrice. En 1987 elle publie le roman Le cow-boy aux éditions Belfond,. Le livre est l'histoire d'une jeune fille prénommée Lalia, de famille arabe de classe moyenne qui se rebelle contre sa classe identitaire. Elle tombe amoureuse de René, un jeune français, mais la guerre d'Algérie sépare les deux jeunes gens appartenant à des clans ennemis. Le roman est traduit en anglais par Judith Still.
Djanet Lachmet est également actrice, elle joue dans L'Autre France, un film de Ali Ghalem sorti en 1977.

## Publications
- Djanet Lachmet, Le cow-boy, Paris, P. Belfond, 1983 (ISBN 2-7144-1610-1 et 978-2-7144-1610-0, OCLC 10332328)Traduit en anglais par Judith Still sous le nom de Lallia, 1987

- Une Composante de l'underground français, Actualités de l'émigration 80, 11 mars 1986

## Filmographie
- L'idole des jeunes (1976) de Yvan Lagrange : Jacqueline Boyer[8]
- L'Autre France (1977) de Ali Ghalem et Jacqueline Narcy[8]